# Umburatiba
Umburatiba é um município brasileiro do estado de Minas Gerais. Sua população recenseada em 2022 era de 2 684 habitantes.

## Geografia
Localiza-se na Mesorregião do Vale do Mucuri.